# Narcissus Quagliata
 Narcissus Quagliata (* 1942 in Rom) ist ein italienischer bildender Künstler.

## Leben und Werk
Narcissus Quagliata studierte in Rom Malerei bei Giorgio de Chirico im Stile der Pittura metafisica. Mit 19 Jahren emigrierte er nach San Francisco, wo er am Art Institute Malerei und Graphik bei Richard Diebenkorn studierte und sein Studium 1968 mit einem Master (M.F.A.) im Fachbereich Malerei abschloss. Sehr bald entdeckte er für sich den Werkstoff Glas, mit dem er sich mit dem Phänomen Licht auseinandersetzte und sich als Glaskünstler spezialisierte.
Quagliata arbeitet in den USA, Mexiko, Europa und in Asien, seine Arbeiten befinden sich in privaten und öffentlichen Sammlungen. Seit den 80er-Jahren entstanden vermehrt Projekte im öffentlichen Raum. Die Dimensionen der Werke reichen von kleineren Skulpturen bis hin zur größten beleuchteten Glasdecke mit einem Durchmesser von 30 Metern; der Dome of Light in der Station Formosa Boulevard der U-Bahn von Kaohsiung wurde bei Derix-Taunusstein gefertigt.
Heute lebt Quagliata in Mexiko-Stadt.

## Werke (Auswahl)

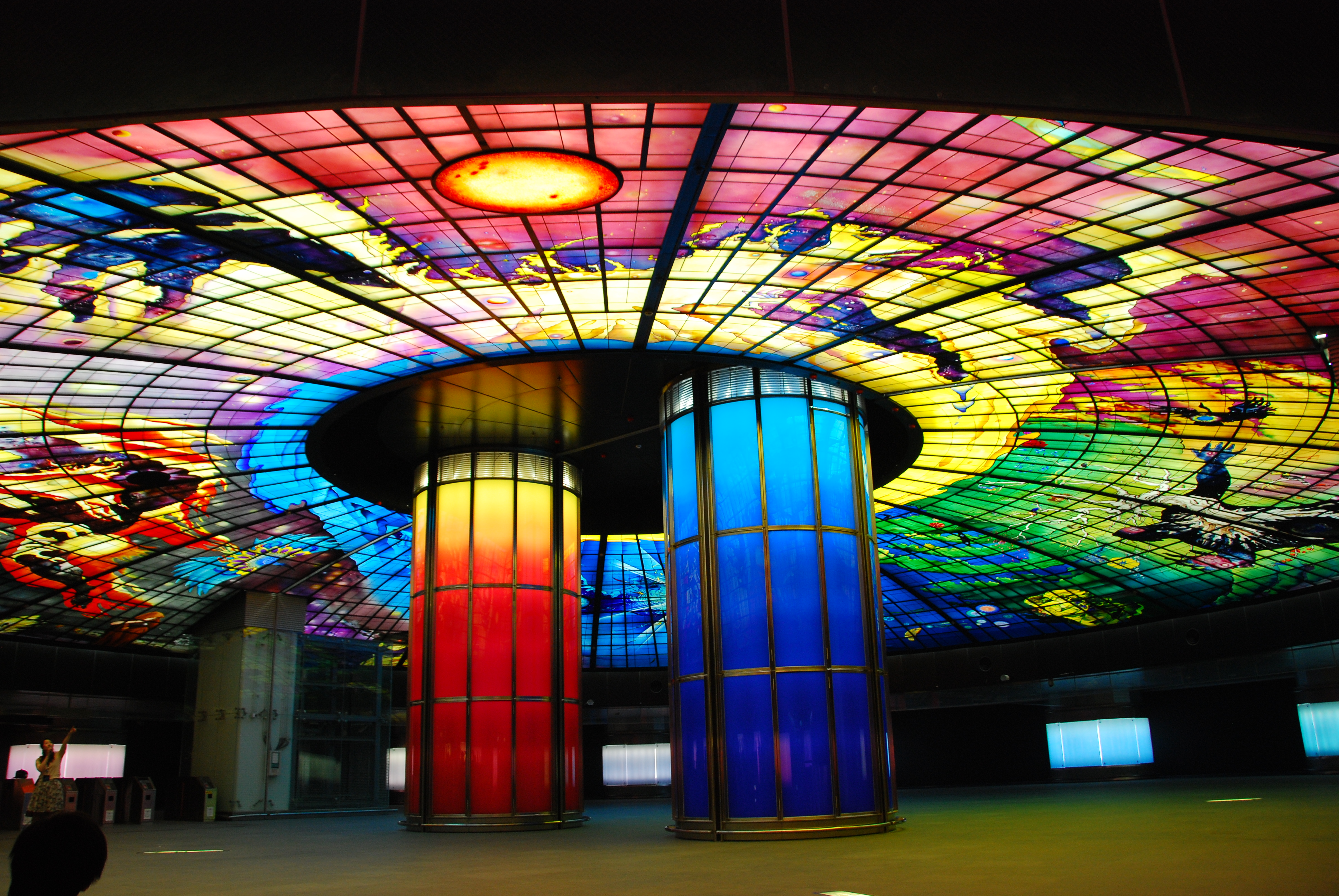
Glasdecke Dome of Light in Kaoshiung

- 1999: Glaskuppel der Rotunde/Eingangshalle von Santa Maria degli Angeli e dei Martiri in Rom
- 2002: Glasfenster für die Grace Cathedral in San Francisco
- 2003: Brushstroke of Discovery, 60-m-Mauer-Glasbild auf Metall, Discovery Communications Headquarters, Silver Spring, USA
- 2004: Return to the Cosmos, 11 m × 3 m Glaswand, Bürogebäude Reforma 115, Mexiko-Stadt
- 2006: La Seconda Innocenza, Glasdecke  mit 8 m Durchmesser im Hotel El Santuario, Valle de Bravo, Mexiko
- 2008: Dome of Light, Glasdecke der U-Bahn-Station Formosa Boulevard, der zentralen Umsteigestation im U-Bahn-Netz von Kaoshiung, Taiwan

Werke von Narcissus Quagliata befinden sich zudem in folgenden Museen: Metropolitan Museum, New York; Renwick Gallery im Smithsonian Museum, Washington D.C.; Yokohama Museum of Art, Japan; National Glass Museum, Palacio Real, Segovia, Spanien; De Young Museum, San Francisco; Oakland Museum of California, USA.